# Episodi di Carabinieri (sesta stagione)
La sesta stagione della serie televisiva Carabinieri, formata da 26 episodi, viene trasmessa in prima visione assoluta su Canale 5 dal 7 marzo al 6 maggio 2007.
| nº | Titolo                      | Prima TV Italia |
| -- | --------------------------- | --------------- |
| 1  | Meglio sole...              | 7 marzo 2007    |
| 2  | Il segreto di Gemma         | 7 marzo 2007    |
| 3  | Abuso di potere             | 14 marzo 2007   |
| 4  | Un uomo per bene            | 14 marzo 2007   |
| 5  | Un regalo originale         | 18 marzo 2007   |
| 6  | Trattamento di favore       | 18 marzo 2007   |
| 7  | Concorso di colpa           | 19 marzo 2007   |
| 8  | Qualcosa in comune          | 19 marzo 2007   |
| 9  | L'inganno                   | 25 marzo 2007   |
| 10 | La rapina                   | 25 marzo 2007   |
| 11 | Padri e figli               | 26 marzo 2007   |
| 12 | Incomprese                  | 26 marzo 2007   |
| 13 | La minaccia                 | 1º aprile 2007  |
| 14 | Esclusi gli assenti         | 1º aprile 2007  |
| 15 | La pista sbagliata          | 2 aprile 2007   |
| 16 | Rubino                      | 2 aprile 2007   |
| 17 | Laura                       | 8 aprile 2007   |
| 18 | Uno strano furto            | 15 aprile 2007  |
| 19 | Affari di famiglia          | 15 aprile 2007  |
| 20 | Il viaggio di Ulisse        | 16 aprile 2007  |
| 21 | Pericolo di vita            | 16 aprile 2007  |
| 22 | Una morte sospetta          | 22 aprile 2007  |
| 23 | La ragazza con il cagnolino | 22 aprile 2007  |
| 24 | Una bella sorpresa          | 29 aprile 2007  |
| 25 | Un affare di cuore          | 6 maggio 2007   |
| 26 | Pericolo in caserma         | 6 maggio 2007   |

## Meglio sole...
- Diretto da:
- Scritto da:

### Trama
Nella stazione dei Carabinieri di Città Della Pieve si sono aggiunti due nuovi elementi: Laura Flestero, ragazza di buona famiglia dai modi garbati, che sembra infastidire Antonio, e il bel brigadiere Giacomo Contini, sciupafemmine professionista, che sostituirà Prosperi. Ad eccezione di Marco e Caterina, che si sono lasciati ormai da due mesi, in caserma si respira un clima di grande armonia. All'improvviso giunge la notizia di un duplice omicidio avvenuto nel ristorante Belvedere, proprietà della signora Simona Colleverde. Una delle vittime è il maresciallo Capello, ex comandante della stazione di Città della Pieve, che da alcuni anni viveva a Londra con la figlia Gioia. Tutti i Carabinieri sono sconvolti per quello che è successo. Intanto Gioia si precipita in paese per dare un ultimo saluto all'amato padre. La donna incontra Giacomo che si mostra molto dispiaciuto per lei. Una domanda assilla Gioia e gli inquirenti: perché Capello si trovava in quel ristorante. Presto Morri scopre che il maresciallo era amico di Gabriella Tosoni, la seconda vittima del ristorante, ex cognata di Simona Colleverde. I carabinieri vengono a sapere che Simona, dopo il naufragio del suo matrimonio, il marito Enrico beveva parecchio, veniva mantenuta proprio da Gabriella che, contraria al comportamento del fratello, le aveva anche finanziato l'attività del ristorante. Il sospettato numero uno è Sergio Brizzi, un avvocato truffatore, ma dopo accurate indagini Morri e i suoi uomini scoprono che la colpevole del duplice omicidio è proprio Simona Colleverde. La donna si era sentita tradita dopo aver scoperto che Gabriella, l'ex cognata, si era riconciliata con il fratello e lo stava aiutando ad ottenere l'affidamento dei due figli con il supporto del maresciallo Capello. Gabriella aveva infatti scoperto che Simona s'interessava soltanto ai suoi amanti e che sperperava i soldi, trascurando i bambini. Dopo che Enrico riabbraccia i suoi figli, Marco e Sonia escono insieme per una passeggiata. All'improvviso, quando si sono allontanati dalla caserma, per caso sbuca Caterina che bacia con trasporto Marco. Ma allora i due ragazzi stanno ancora insieme.
- Altri interpreti: Laura Alfonsi, Gianmaria Bernacchi, Sandra Biondi, Arianna Bocchino, Anna Maria De Luca, Lorenzo De Regis, Giancarlo Del Monte, Bibi Gismondi, Angelica Leo, Gabriella Martino, Pierluigi Ortiero, Graziano Piazza, Luciano Roman, Alessandro Spadorcia, Fiorenza Tessari

## Il segreto di Gemma
- Diretto da:
- Scritto da:

### Trama
Chi è la fantomatica Margherita che telefona in continuazione a Giacomo? Anche il misterioso rapporto del brigadiere con Gioia lascia più di un dubbio: perché si abbracciano con tanto trasporto? Intanto la donna ha deciso di ripartire per Londra. Mentre le cose tra Gabriele e Mira vanno a gonfie vele, Marco e Caterina hanno inscenato la fine della loro relazione per evitare possibili trasferimenti del giovane o del padre della ragazza. Grazie al valido aiuto di Sonia, che regge il gioco e li copre, i due giovani riescono a tenere nascosto il loro prezioso segreto. Nel frattempo, in paese si aggira un sedicente impiegato dell'azienda elettrica, che si presenta a casa dei morosi, cui chiede di pagare il cinquanta per cento delle bollette non saldate, promettendo loro che non dovranno pagare gli interessi. Nella truffa viene coinvolta anche Gemma, che ha pagato una somma consistente per saldare gli arretrati delle bollette del ristorante. Scovare il truffatore non si rivela un compito semplice. Potrebbe essere un hacker, entrato nella banca dati dell'azienda: una volta individuati i morosi, questi è andato a trovarli e si è intascato i soldi. Antonio scopre che si tratta sempre della stessa persona che, però, ogni volta si traveste in un modo diverso, persino da donna per non lasciare tracce di sé. Nel frattempo sembra che il truffatore sia riuscito ad entrare anche negli archivi informatici delle aziende della nettezza urbana, dei telefoni e del gas. Braccato dai carabinieri, il truffatore si sente con le spalle al muro e rapisce Gemma. La scomparsa della donna fa preoccupare moltissimo Sonia e lo stesso Mura, che si sente doppiamente responsabilizzato per via del rapporto speciale che lo lega alla ristoratrice. Morri e i suoi uomini riescono infine a catturare il malfattore che confessa di aver truffato tante persone perché doveva trovare i soldi per pagare l'operazione di sua figlia, affetta da problemi cardiaci. Impietosito dal caso, il maresciallo chiede al magistrato di considerare tutte le attenuanti del caso. Dopo che la vicenda di Gemma si è conclusa nel migliore dei modi, giunge in caserma la famosa Margherita che si rivela essere la madre di Giacomo.
- Nota: questo episodio ha lo stesso titolo di un altro episodio della stagione 3.

- Guest star: Cinzia Leone, Lia Tanzi
- Altri interpreti: Giorgio Filonzi, Evelina Meghnagi, Orfeo Orlando, Laura Pestellini, Graziano Piazza, Max Poli

## Abuso di potere
- Diretto da:
- Scritto da:

### Trama
In caserma Bordi fa la conoscenza di Olga, la nipote della fioraia, dalla quale rimane folgorato, innescando la gelosia di Tina. Mentre Margherita viene a sapere del ritorno di Gioia, Morri e la Fulci sono preoccupati per il rapporto tra Marco e Sonia la cui vicinanza è rischiosa: il comandante e la sua vice devono scoprire se le dicerie sul conto dei due ragazzi siano vere. Durante uno dei soliti controlli di routine, Mura ferma la macchina di Leonardo Gatti, un figlio di papà dai modi sprezzanti. Il ragazzo appare molto nervoso e non supera il test del palloncino. Ne nasce un acceso alterco in cui Mura si limita a reagire alle provocazioni del ragazzo. Questi chiama immediatamente il suo avvocato, la Dellisanti, che denuncia il carabiniere per maltrattamenti ai danni del suo assistito, in realtà Mura gli ha dato per sbaglio soltanto un lieve colpo con la paletta di servizio. La presenza di una teste, Elisabetta, fidanzata di Leonardo, rischia di inchiodare il povero brigadiere. Orgoglioso e corretto com'è, Mura si sente umiliato da un'accusa tanto ingiusta: Romanò e Gemma cercano in qualche modo di tirarlo su, ma c'è ben poco da fare. Invece di sospenderlo, Morri è costretto a relegarlo ai servizi interni, ma i veri problemi iniziano quando il carabiniere viene convocato dal magistrato che gli prospetta una serie di conseguenze qualora l'accusa di maltrattamento venisse dimostrata. La vicenda di Mura è legata ai loschi traffici di Leonardo Gatti che, in combutta con il fratello Sandro, professore di storia dell'arte, organizza degli incontri con giovani studentesse in un centro benessere, dove poi realizza filmati pornografici. Le ragazze vengono da un lato ricattate, dall'altro aiutate nel superare gli esami tenuti dal fratello di Leonardo. Per fortuna il fiuto dei carabinieri, aiutati dal valido contributo di Laura, che è riuscita a infiltrarsi nel giro delle studentesse, ha la meglio. I Carabinieri riescono così ad inchiodare i due fratelli. Infine, il maresciallo Morri non crede ai propri occhi quando in caserma si presenta Sara De Nittis. La donna non sembra essersi dimenticata di lui.
- Guest star: Valeria Cavalli, Cinzia Leone, Lia Tanzi
- Altri interpreti: Luca Arcangeli, Antonio Bracciani, Liliana Eritrei, Gianni Garofalo, Erika Graziano, Lisa Lelli, Debora Manoni, Renato Raimo, Rossella Vicino

## Un uomo perbene
- Diretto da:
- Scritto da:

### Trama
Durante una delle loro romantiche passeggiate notturne, Marco e Caterina s'imbattono in un uomo ferito e senza conoscenza. Questi si chiama Alberto Balduini, un chirurgo molto rinomato e dalla vita privata apparentemente inappuntabile. L'uomo è sposato con Anita e ha un figlio, Massimo, che lavora con lui in ospedale. I carabinieri verificano che Balduini non aveva nemici e che dietro questo tentato omicidio vi sia un problema personale. Nel frattempo la Fulci si è ormai convinta che Marco e Sonia stiano insieme. Sarebbe opportuno agire al più presto, ma Morri prende tempo: prima di avvertire l'Arma vuol parlare con Caterina perché pensa che la ragazza potrebbe soffrire per quello che sta succedendo. Intanto Bruno sta vivendo una piacevole parentesi romantica: quella stessa sera esce a cena con Sara De Nittis provocando in Barbara una sottile gelosia. A proposito di gelosia: Mura si irrita quando scopre che Gemma aveva un rapporto speciale con Balduini ma, nel momento in cui apprende che il medico l'aveva semplicemente operata bacia con trasporto la donna. Ben presto i carabinieri scoprono che il chirurgo intratteneva una relazione con la fidanzata di suo figlio. Al contrario della ragazza, che dichiara di aver vissuto un momento di debolezza, Alberto era intenzionato a chiedere la separazione dalla moglie perché follemente innamorato. In seguito i Carabinieri scoprono che, in realtà, il colpevole è una caposala dell'ospedale, la quale si voleva vendicare della morte di suo marito, operato di ernia proprio da Alberto, ma morto durante l'intervento. I carabinieri appurano che Balduini non aveva alcuna responsabilità e arrestano la donna poco prima che tenti nuovamente di uccidere il chirurgo. Per Morri arriva il fatidico momento di parlare con la figlia, cui dovrà rivelare una situazione molto spiacevole. Quando però sta per entrare nel bar Pippo per affrontare la questione con la ragazza, il maresciallo viene bloccato da Sara che lo invita a bere un aperitivo. Infine, Gemma riceve una telefonata da Gioia che vuole tornare a Città Della Pieve.
- Guest star: Valeria Cavalli, Valentina Pace
- Altri interpreti: Ivan Bellandi, Angiola Berzuini, Anna Maria Carabetta, Luca Giliberto, Lisa Girelli, Maura Maurizi, Elena Nicastro, Sara Pamploni

## Un regalo originale
- Diretto da:
- Scritto da:

### Trama
Per il compleanno di Mira, Gabriele desidera farle un bel regalo. Giacomo, che ha una focosa relazione con una ragazza, gli consiglia un mazzo di rose rosse. Bordi si offre di andare a comprarlo, ma in realtà il suo scopo è quello di incontrare Olga, la nipote della fioraia Anna, per la quale ha preso una sbandata. L'atteggiamento del carabinieri suscita la gelosia di Tina, infastidita dalla presenza di un'altra donna che sembra aver stregato il suo Bordi. Intanto i carabinieri vengono a sapere che Anna, coinvolta da Olga, ha investito molti soldi per fare dei grossi lavori di ristrutturazione nel suo negozio. Mentre Morri continua a frequentare la bella contessa Sara De Nittis, in caserma giunge una denuncia di furto, avvenuto durante la notte nell'istituto di archeologia di Città della Pieve. Sono stati rubati vasi greci ed etruschi di grande valore, ma i Carabinieri non trovano segni di scasso. Il proprietario, Filippo Tolli, dice agli inquirenti che solo lui e il suo aiutante, Alberto, hanno le chiavi del museo. Nel frattempo, Morri si decide una volta per tutte a convocare Marco e Sonia. Dopo l'ennesimo tentativo fallito di parlare con Caterina, il maresciallo ha bisogno di fare luce sulla presunta relazione dei due ragazzi che non è consentita dall'Arma. Marco e Sonia però affermano che tra loro non c'è più niente: si è trattato solo di un momento di debolezza. Durante le indagini gli inquirenti vengono a sapere che esiste anche un terzo mazzo di chiavi del museo che un tempo veniva usato dal guardiano notturno. L'uomo si chiama Cesare Falasca ed è la stessa persona che si sta occupando della ristrutturazione del negozio di fiori di Anna. In seguito i Carabinieri riescono a risolvere il caso e scoprono un'inaspettata verità: Filippo Tolli ha messo in scena con la complicità di Falasca un finto furto dei vasi: questi venivano nascosti tra le piante di Olga e Anna e venduti di contrabbando con i camion della ditta di Tolli. Bordi è costretto ad arrestare Olga, anche lei coinvolta in questa brutta faccenda, al contrario di Anna che non era a conoscenza del piano della nipote, mentre Tina non nasconde una certa aria di trionfo. Infine, Gabriele si decide a comprare il famoso mazzo di rose rosse per Mira nel negozio di Anna: un regalo molto romantico. Subito dopo, come un fulmine a ciel sereno, in caserma arriva un fax con una denuncia di furto nei confronti di Sara De Nittis! Il maresciallo Morri non crede ai suoi occhi.
- Guest star: Valeria Cavalli, Cinzia Leone, Valentina Pace
- Altri interpreti: Massimo Avella, Carmela De Dato, Pietro Faiella, Corrado Oddi, Maria Pia Proietti, Maurizio Vassallo

## Trattamento di favore
- Diretto da:
- Scritto da:

### Trama
Mentre Marco e Sonia inscenano una lite per fugare gli ultimi dubbi sulla loro presunta relazione, Tina giunge in caserma con un pappagallo: si tratta di una specie protetta, che la donna ha comprato da un abitante di Città della Pieve. Il vecchio proprietario, però, non le ha consegnato i documenti dell'animale, che invece si tratta di una prassi per questo genere di transazioni. Quando poi, durante una passeggiata, Mira e Gabriele si imbattono in un boa constrictor, allora il problema si fa più serio: i Carabinieri si rendono conto che a Città della Pieve c'è un pericoloso traffico di animali esotici. Come se ciò non bastasse, Morri deve affrontare la denuncia nei confronti di Sara: il marito Alexandre l'accusa di avergli rubato la macchina. Sara si difende e afferma che l'uomo si vuole vendicare perché il loro rapporto è in crisi e lei gli ha chiesto un periodo di riflessione. In seguito la contessa viene accusata di aver sottratto trentamila euro dal conto di Alexandre. A questo punto tutte le certezze di Morri crollano: e se Sara non fosse la donna che lui credeva? Grazie ad indagini approfondite, i carabinieri smascherano il traffico illecito di animali esotici, organizzato da un ragazzo del posto in combutta con la madre. Il pappagallo di Tina rimarrà con la donna grazie al pagamento di una multa. Per fortuna anche il caso di Sara viene risolto: i trentamila euro sono stati prelevati dallo zio della contessa che ha il vizio di giocare sul sito Internet di un casinò. Convinto dalla Fulci, Alexandre ritira la denuncia e torna in Svizzera. L'uomo è sicuro che la moglie sia innamorata di un altro. Quando sente queste parole, Morri reagisce in maniera impacciata, poiché ormai i modi di fare della donna nei suoi confronti non lasciano più adito a dubbi. Infine, a Città della Pieve fa ritorno il padre di Morri, Giuseppe, che si dà al gioco con quello spendaccione dello zio di Sara. La donna li coglie in flagrante dopo aver quasi baciato il suo nuovo amore: il maresciallo Morri. Intanto Gioia torna a Città della Pieve e incontra Giacomo e Margherita. Il brigadiere sembra contento di vederla, al contrario di sua madre.
- Special guest star: Antonio Casagrande
- Guest star: Valeria Cavalli, Lia Tanzi
- Altri interpreti: Enrico Bertorelli, Luca Biancalana, Nicoletta Boris, Maurilio Breccolenti, Floriana La Rocca, Lucio Montanaro, Gianluca Morini, Alessandro Sena, Robert Steiner

## Concorso di colpa
- Diretto da:
- Scritto da:

### Trama
L'atteggiamento di Morri si è fatto più serio dall'arrivo a Città della Pieve del padre Giuseppe, che sorride beffardo con gli altri carabinieri quando in caserma viene recapitato un mazzo di rose: è un regalo di Sara De Nittis, ormai stregata dal suo nuovo amore. Quanto a Gioia, la donna ha deciso di tornare stabilmente in paese. In attesa del nuovo incarico in ospedale, soggiorna da Gemma ma sta cercando un appartamento in affitto. Tuttora i carabinieri non hanno idea di quale sia la natura del legame tra lei e il brigadiere. Questa volta i Carabinieri si stanno occupando di un furto avvenuto nello studio di architettura Parthenon, gestito da Giuliano De Carolis e dal socio, Salvatore Montesi: sono stati rubati i cd rom che contenevano i progetti per partecipare ad un importante concorso. Il maggiore sospettato è l'architetto Ricci, che si era associato con De Carolis per il concorso, salvo poi lasciare il progetto dopo qualche mese. Nel corso delle indagini viene alla luce la relazione amorosa tra i due soci dello studio Parthenon, Giuliano e Salvatore, ed emergono una serie di gelosie che l'uno aveva nei confronti dell'altro. Alla fine il colpevole si rivela il factotum dello studio, Nicola Sabatini, il quale credeva che De Carolis avesse un debole per suo figlio Giovanni, che da poco tempo gli aveva confessato di essere omosessuale. Mentre Gabriele sembra essere sempre più intrigato dalla relazione con Mira, il maresciallo Morri può finalmente godersi una giornata di permesso. Quando la Fulci lo saluta dicendogli che si rivedranno in serata, Bruno la raggela, rispondendo che molto probabilmente non tornerà a dormire in caserma.
- Special guest star: Antonio Casagrande
- Guest star: Valeria Cavalli
- Altri interpreti: Maurilio Breccolenti, Piermaria Cecchini, Eva Deidda, Giordano De Plano, Jessica Fabiani, Arianna Fiadrini, Simona Mariani, Andrea Napoleoni, Gino Nardella, Enzo Saturni, Christian Vit

## Qualcosa in comune
- Diretto da:
- Scritto da:

### Trama
L'arrivo di Giuseppe Morri sta avendo importanti conseguenze sul figlio, che dal suo arrivo non ha quasi più visto Sara, ma anche su Caterina, che viene sorpresa dal nonno mentre si bacia con Marco. Uscito dal bar di Pippo, il padre del maresciallo subisce un tentativo di furto da un bambino, Emanuele, ma Marco interviene in tempo per impedirlo. In seguito il ragazzino riesce a sfuggire ad Antonio che vuole portarlo in caserma e poi sparisce. Mentre cercano Emanuele, i Carabinieri vengono a sapere che è figlio di genitori tossicodipendenti, che anni prima avevano dovuto rinunciare a lui, e che è stato dato in affidamento ai coniugi Carlino. Il caso del bambino tocca profondamente Antonio: questi rivela a Gabriele che da piccolo venne dato anche lui in affidamento ed ebbe problemi analoghi a quelli di Emanuele. A detta dei compagni di classe, ultimamente quest'ultimo era alla spasmodica ricerca di soldi. La ricerca del bambino, ormai scomparso da più di un giorno, coinvolge a tempo pieno tutta la caserma, tanto che Morri interrompe una romantica passeggiata con Sara, che poco prima di salutarlo riceve una telefonata dal marito. Grazie ad una segnalazione, i carabinieri riescono a ritrovare Emanuele in una piazza dove alcuni ragazzi spacciano tutte le sere. Il bambino andava da loro per comprare la droga per la madre naturale, da poco tornata a Città della Pieve perché non riusciva a vivere senza di lui. Prima che il piccolo venga riconsegnato ai coniugi Carlino, Antonio abbraccia con trasporto Emanuele sotto gli occhi di Laura, che capisce finalmente la ragione per cui il collega ha un carattere così difficile. Risolto il caso, Morri va a casa di Sara con un bel mazzo di fiori. Sa di averla trascurata ultimamente, ma certo non si aspetta un ritorno di fiamma tra la donna e il marito! Invece è proprio quello che è successo. Quanto a sorprese, anche Marco e Caterina sono assai meravigliati nell'apprendere che Giacomo e Gioia, che ora lavora come responsabile degli infermieri del Pronto Soccorso, sono stati sposati.
- Special guest star: Antonio Casagrande
- Guest star: Valeria Cavalli
- Altri interpreti: Andrea Braconi, Tristano Capucci, Valerio Chessa, Sean Chimenti, Annalisa Insardà, Daniele Lucania, Maria Cristina Maccà, Edoardo Minciotti, Luigi Moretti, Filippo Nicosia, Stefano Pecchioli, Sabrina Scuccimarra

## L'inganno
- Diretto da:
- Scritto da:

### Trama
Talvolta l'amore gioca brutti scherzi: lo sa bene Gabriele, che non capisce come mai Mira si comporti in maniera così distaccata nei suoi confronti; ne sa qualcosa Giacomo, che lascia la sua ultima “fiamma”, Paola, ‘colpevole’ di volerlo presentare alla madre; lo sanno bene anche Marco e Caterina, che dopo un'accesa discussione decidono di troncare il loro rapporto. Dal canto suo, Sonia incontra dal fioraio un uomo molto affascinante. Si chiama Maurizio Gelsini, è il preparatore delle atlete che concorreranno ad un'importante manifestazione sportiva che di lì a poco si terrà a Città della Pieve. Tra Sonia e Maurizio il primo sguardo è fatale: un colpo di fulmine che mette la giovane donna in uno stato di piacevole agitazione che purtroppo dura poco. L'uomo è infatti coinvolto nel caso di una ragazza slava da lui allenata, entrata in coma in seguito all'assunzione di sostanze tossiche. Morri e la Fulci conducono le indagini nel migliore dei modi, poiché smascherano il piano ordito dall'organizzatore della manifestazione sportiva che, in combutta con la sua compagna, una chimica, voleva sperimentare su alcune atlete una nuova droga prima di immetterla sul mercato. Con grande sorpresa generale, Gelsini confessa di essere un giornalista, infiltratosi nel mondo dell'atletica per smascherare l'utilizzo degli anabolizzanti e fare uno scoop. Sonia è sollevata dalla notizia: il suo Maurizio le aveva mentito, ma per nobili scopi. Intanto Morri non si è ancora ripreso per la partenza di Sara e la fine di quella che sarebbe potuta essere una bella storia d'amore. Infine, Marco decide di confessare al comandante che lui e Caterina hanno tenuta nascosta la loro relazione, ma che ora si sono lasciati. Morri ci resta un po' male per essere stato preso in giro per un anno, ma sembra non prendersela troppo con il suo subordinato.
- Special guest star: Antonio Casagrande
- Guest star: Marco Bonini, Valentina Pace, Lia Tanzi
- Altri interpreti: Riccardo Acerbi, Lucia Morello, Clelia Piscitello, Maria Pia Proietti, Inna Tkatchenko, Rodica Zandrini

## La rapina
- Diretto da:
- Scritto da:

### Trama
Al maresciallo Morri non ne riesce proprio una: non solo il padre Giuseppe e Caterina lo prendono in giro per le sue traversie amorose, ma Barbara lo coglie in flagrante mentre legge un libro su come riprendersi da una storia finita male. Un argomento sul quale Marco potrebbe dire la sua. Incalzata dalle domande del nonno, Caterina preferisce evitare di parlare del carabiniere, ma sembra soffrire per quello che è successo tra loro. Nel frattempo, continuano le paturnie sentimentali di Gabriele che non comprende il comportamento sfuggente di Mira: gli starà nascondendo qualcosa. Il carabiniere vive una situazione piuttosto delicata anche sul lavoro: le indagini che Morri sta conducendo riguardano Lucio Silvestri, arrestato in passato proprio dallo stesso Gabriele che prova un sentimento di grande tenerezza per la famiglia dell'uomo, la moglie e i figli. Perché Silvestri ha fatto una rapina a mano armata in pieno giorno in un centro commerciale. I Carabinieri scoprono che dietro al suo gesto sconsiderato c'è la disperazione di un padre che cerca in tutti i modi di procurarsi i soldi per pagare il riscatto per la liberazione della figlia, rapita da un ex carcerato appena tornato in libertà, cui Lucio doveva un favore. I carabinieri provano un grande sollievo quando ritrovano la bambina, un'azione che vede Sonia assoluta protagonista, con grande patimento di Maurizio, rimasto colpito dal coraggio dimostrato dalla ragazza durante l'appostamento. Una volta ottenuti gli arresti domiciliari per Lucio, Gabriele riabbraccia Mira, la quale gli annuncia di essere incinta: la reazione del carabiniere è di estrema felicità, anche se sotto sotto sembra essere un po' spaventato. Infine, davanti al camino del bel casolare di Maurizio, si consuma la prima serata romantica tra il giornalista e Sonia, sempre più affascinata dai suoi modi galanti.
- Special guest star: Antonio Casagrande
- Guest star: Marco Bonini, Michele De Virgilio
- Altri interpreti: Marina Cappelletti, Luigi Cassandra, Federica Cifola, Edoardo De Gennaro, Sonia De Meo, Giuseppe Grisafi, Giovanni Moschella, Antonio Santoro

## Padri e figli
- Diretto da:
- Scritto da:

### Trama
Mentre Gabriele sembra ancora spaesato dalla notizia della gravidanza di Mira, Margherita e Gioia cercano un appartamento in affitto. Le due donne decidono di affidarsi alla cortesia di Giuseppe Morri, che da qualche tempo lavora per un'agenzia immobiliare, proprietà del giovane casertano Rondi. Nel frattempo, prosegue felicemente la liaison tra Sonia e Maurizio che però deve rientrare a Roma per riprendere il suo lavoro. Incoraggiata da Gemma, Sonia si convince a fare domanda per partecipare al corso ufficiali nella capitale. È disposta a tutto pur di stare con il suo amore. Per aumentare il giro d'affari del padre, il maresciallo Morri accetta di firmare delle carte per comprare un appartamento a Caterina. Sembra un'azione compiuta a fin di bene, ma in realtà si tratta di una mossa quanto mai incauta, visto che Rondi è coinvolto in una serie di raggiri riguardanti conti bancari clonati. Anni prima, Giuseppe Morri era stato implicato in una truffa molto simile, da cui tuttavia, uscì pulito. Dopo accurate ricerche, si giunge a scoprire che Rondi è l'uomo di fiducia di un boss camorrista, arrestato dieci anni prima da Bruno Morri quando questi lavorava a Caserta. Il criminale, ancora in carcere, ha architettato un piano per vendicarsi del maresciallo. Tutto precipita quando Giuseppe viene rapito da Rondi e da un pericoloso ricercato. Grazie al fiuto di Giacomo, i due malviventi vengono catturati dai carabinieri, che raggiungono Contini sul luogo del rapimento poco dopo che questi è stato ferito al braccio da un colpo di pistola. Per fortuna si tratta solo di una ferita superficiale. Alla fine Bruno Morri può tirare un sospiro di sollievo e riabbracciare il padre, con il quale ha un chiarimento. La Fulci si complimenta con il maresciallo: ha condotto le indagini nel migliore dei modi.
- Special guest star: Antonio Casagrande
- Guest star: Marco Bonini, Lia Tanzi
- Altri interpreti: Enrica Annese, Bilel Boughattas, Ciro Cardillo, Luigi Cassandra, Nicola Ciccariello, Marco D'Alberti, Kostantina Dimitriou, Raul Guidotti, Victoria Kim, Gea Linchi, Liliana Oricchio Vallasciani, Franco Pucciarmati

## Incomprese
- Diretto da:
- Scritto da:

### Trama
Cosa sta succedendo a Gabriele? Il ragazzo appare molto contento all'idea di diventare padre, ma nel contempo non si sente all'altezza del ruolo che dovrà ricoprire. Come sempre sensibile, Mira riesce a rassicurarlo, dicendogli che anche per lei ci sono dei momenti in cui ha dei dubbi sul loro futuro con il piccolo in arrivo. Nel frattempo, nel liceo di Città della Pieve vengono rubati tutti i computer. La professoressa di informatica, Roberta Mordini, appena assunta nella scuola, si rammarica per l'accaduto. Giacomo la interroga e, dato che la professoressa è anche una bella donna, ne approfitta per corteggiarla. Poco dopo l'inizio delle indagini, giunge in caserma la richiesta da parte del musicista Paolo Pettini di arrestare la figlia Federica che manca da casa da due giorni. L'uomo teme che la ragazza abbia commesso qualche sciocchezza. Quando Federica torna a casa, i carabinieri scoprono che ci sono dei grossi problemi tra la personalità assillante del padre e la debolezza di una figlia che non ha mai vissuto con la madre a causa della separazione dei genitori, avvenuta molti anni prima. Siccome la Mordini si vede spesso con Gioia, quest'ultima si ingelosisce quando scopre l'interessamento dell'ex marito nei confronti della donna. Le tornano in mente i ricordi dei bei tempi passati con Giacomo e in lei affiora un sentimento di forte nostalgia. Le indagini proseguono e Morri scopre un collegamento tra la Mordini e Federica: la ragazza ha rubato i PC assieme al fidanzato, per acquistare i biglietti aerei per andare in Canada e raggiungere la madre. Da parte sua la Mordini prendeva i computer, li smontava e li ricostruiva per rivenderli sottocosto, in modo da arrotondare lo stipendio. Mentre i carabinieri festeggiano Sonia, la cui domanda alla scuola ufficiali di Roma è stata accettata, la Fulci scopre che Morri intende presentare domanda di congedo. Il caso che ha coinvolto il padre l'ha messo in una posizione davvero imbarazzante agli occhi della sua squadra e l'ha convinto a lasciare l'Arma.
- Special guest star: Antonio Casagrande
- Altri interpreti: Virginia Bicorgna, Gaia Bulferi Bulferetti, Marica Coco, Costantino D'Antonio, Marco Greco, Fabrizio Rozzi, Samuel Tarantino, Massimo Triggiani

## La minaccia
- Diretto da:
- Scritto da:

### Trama
In caserma non sono tempi facili: Sonia è partita per Roma dove ha raggiunto Maurizio, mentre Morri è ancora incerto se lasciare definitivamente l'Arma. Giuseppe, Caterina e la Fulci cercano in tutti i modi di convincerlo a rimanere. Barbara pensa che il maresciallo abbia una vera e propria ‘vocazione’ per quel mestiere. Dal canto suo, Marco è preoccupato per la possibile partenza di Caterina, con la quale continuano le incomprensioni. Come se non bastasse, si verificano una serie di misteriosi incidenti che hanno per vittima Gabriele. In un primo momento tutti credono che l'esplosione di un ordigno in un ristorante dove il carabiniere stava pranzando sia solo una sfortunata coincidenza, lo scoppio gli provoca solo una lieve escoriazione. Quando tuttavia avvengono altri due incidenti a suo danno, Morri e compagni dispiegano tutti i mezzi a disposizione per fare chiarezza sulla questione. In uno di questi agguati, Gabriele viene salvato all'ultimo istante dall'intrepido Antonio, un salvataggio che desta l'ammirazione di Laura. Le indagini sembrano indicare come possibile colpevole una donna appartenente ad una banda di criminali che venne arrestata anni prima grazie alla perspicacia di Gabriele. Ben presto questa si rivela essere una pista falsa. Man mano che proseguono le indagini, i carabinieri scoprono che i veri colpevoli sono i nipoti di una certa Magdalena, capo della comunità albanese di Città della Pieve. La donna è convinta che Mira debba sposare un uomo del suo stesso paese, non un italiano, per questo motivo ha chiesto ai nipoti di spaventare Gabriele. Si è però resa conto che i ragazzi hanno esagerato e ha avvertito i Carabinieri. Dopo che Giacomo e Marco salvano Gabriele dall'ennesimo agguato, uscendo dall'ospedale, Mira decide di lasciare il suo fidanzato perché ritiene che sono troppo diversi per stare insieme e non solo: la ragazza non ha più intenzione di far nascere il bambino. Infine Morri rimanda la decisione di lasciare l'Arma: come sempre l'influenza della Fulci si rivela importante nella vita del maresciallo.
- Special guest star: Antonio Casagrande
- Altri interpreti: Anna Alegiani, Gianluca Belardi, Alessio Felicino, Anna Maria Festuccia, Gabriele Gambassi, Ruby Rachel Kammer, Monica Mazzoni, Maddalena Recino, Alessio Saro, Lucia Stara, Simone Steca

## Esclusi gli assenti
- Diretto da:
- Scritto da:

### Trama
Per festeggiare nel migliore dei modi la decisione di Bruno di restare a Città della Pieve, Giuseppe lo invita con la Fulci a cena nel ristorante di Gemma: in realtà si tratta di un piano attuato dall'anziano viveur per dare forfait all'ultimo momento e lasciare da soli i due colleghi. Nel frattempo, Mira viene convinta da Antonio ad incontrarsi con Gabriele. Tra i due sembra tornare la consueta intimità; ma la ragazza si ritrae quando si accorge di essere seguita. Purtroppo secondo lei non verranno mai lasciati in pace e per questo motivo dice a Gabriele di non cercarla più: tra loro è davvero finita. In quelle stesse ore, i carabinieri devono far fronte ad una rapina in una cartoleria, dove viene coinvolta anche l'innocente Tina, e ad un rapimento che presto si risolve nel migliore dei modi. I due fatti avvengono curiosamente nella stessa mattinata, in coincidenza con un'asta per l'assegnazione di un terreno in campagna, che il proprietario di un pub riesce ad aggiudicarsi pagando pochissimo. Nel frattempo, tra Marco e Caterina avviene un primo, timido riavvicinamento. La giovane vorrebbe essere trattata come una donna adulta e ritiene che Marco non la capisca e tra i due si avverte molta tensione. In seguito Morri riesce a risolvere il caso. Il funzionario del comune addetto alle aste è in combutta con suo cugino, il proprietario del pub: insieme, si sono sbarazzati degli unici ostacoli tra loro e l'acquisto del terreno, ossia le due persone vittime della rapina e del rapimento che, bloccate da questi eventi imprevisti, non si sono presentati all'asta. Preso dalle indagini, Morri non si presenta al ristorante di Gemma dove lo sta aspettando la Fulci. Quando ormai la donna ha capito che cenerà da sola, fa conoscenza di un uomo molto affascinante, Francesco Russo, con il quale trascorre una magnifica serata, provocando il giorno successivo la gelosia di Bruno.
- Special guest star: Antonio Casagrande
- Guest star: Enrico Mutti
- Altri interpreti: Noemi Angeloni, Ruggiero Coppola, Eduardo Fanone, Salvo Genovese, Marina Giordana, Alessandro Mistichelli, Alessandro Nencioni, Marina Pennafina, Mirko Perego, Bruno Santini, Dino Spinella, Simone Steca, Bruno Torrisi

## La pista sbagliata
- Diretto da:
- Scritto da:

### Trama
A Città della Pieve fervono i preparativi per una sfilata di beneficenza organizzata da Gioia e dalla sua amica Cecilia, un'affermata stilista giunta in paese con il suo inseparabile collaboratore Oliviero Batti. Tutto fila liscio finché Gioia non si accorge di essere pedinata da un uomo, un certo Giovanni Del Colle, che anni prima aveva avuto un contenzioso con l'ambulatorio dell'infermiera. Morri fa sorvegliare Gioia per sicurezza e Giacomo mostra una particolare premura per l'incolumità della donna. Nel frattempo, in caserma giunge un mazzo di fiori per la Fulci. Sono un regalo del suo nuovo fidanzato, Francesco Russo, che nella vita fa il disegnatore di gioielli. Trascinato dalla curiosità, e anche da un po' di gelosia, Morri chiede informazioni riservate sull'uomo. Il maresciallo viene bonariamente preso in giro dal padre Giuseppe che, prima di lasciare Città della Pieve, rimprovera al figlio di avere avuto poca iniziativa con la Fulci. Intanto Antonio cerca di tirare su Gabriele, affranto per l'improvvisa partenza di Mira per l'Albania. La comunità della ragazza non ha alcuna intenzione di metterli in contatto, ragion per cui il carabiniere non sa bene come fare per avere notizie della sua amata. In seguito i Carabinieri si rendono conto che non è Gioia ad essere in pericolo. Poche ore prima della sfilata, i carabinieri giungono a scoprire l'intenzione di Oliviero Batti di rapire Cecilia per pagare i pesanti debiti contratti per la sua insana passione per il gioco. Poco dopo, Morri e compagni arrestano la banda che ha organizzato un agguato proprio per rapire la stilista. Tra i malviventi c'è anche Giovanni Del Colle. Mentre Sonia fa ritorno a Città della Pieve nel bel mezzo dell'ennesima lite tra Marco e Caterina, tra i due giovani si avverte ancora una fortissima attrazione, la Fulci riceve da Francesco un bellissimo regalo: una collana con un rubino. Infine, Morri scopre con profondo sconcerto che Russo ha dei brutti precedenti con la giustizia.
- Special guest star: Antonio Casagrande
- Guest star: Enrico Mutti
- Altri interpreti: Anna Alegiani, Luciano Cozzi, Fabrizio D'Agostino, Eleonora D'Urso, Maria Pia Proietti, Riccardo Serventi Longhi, Simone Steca, Corrado Vernisi

## Rubino
- Diretto da:
- Scritto da:

### Trama
Siccome Gabriele non riesce a superare lo sconforto per la partenza di Mira, Giacomo si rivolge ad un collega del contingente italiano di Tirana per avere notizie della ragazza. Il nostro Contini è anche molto ‘impegnato’ sul fronte sentimentale, visto che la sua ex fidanzata Paola è tornata a Città della Pieve e ha tutta l'intenzione di riconquistarlo. Gioia assiste ad un bacio appassionato tra i due amanti e non sembra prendere bene la cosa. Nel frattempo, la Fulci indossa con un certo orgoglio la sua collana con rubino, il generoso regalo di Francesco Russo. Morri ribadisce alla collega che si tratta di un uomo pericoloso, ma Barbara è convinta sia un banale caso di omonimia: il Francesco Russo accusato di aver rubato dei preziosi gioielli a Vicenza quindici anni prima non può essere l'uomo di cui si è perdutamente innamorata. Morri non può ancora avere la certezza dei suoi sospetti, visto che la trasmissione dei dati del ricercato tardano ad arrivare dalla caserma di Perugia. Quando un componente della banda che rubò i gioielli con Russo, Salvatore Trotta, uscito di recente dal carcere, viene malmenato, il giorno dopo anche la moglie del malvivente viene picchiata, i sospetti convergono su Francesco. L'uomo ha un ottimo alibi, visto che ha trascorso le due notti incriminate con la Fulci. Morri però annuncia alla donna una terribile notizia: la foto segnaletica giunta da Perugia conferma che il ladro è proprio il suo Francesco. Quest'ultimo cerca di scappare usando come ostaggio la stessa Fulci. Dopo un appassionante inseguimento, l'uomo deve arrendersi ai carabinieri e confessare in caserma le proprie colpe. Quando aveva saputo dell'uscita di galera di Trotta, che ai tempi aveva nascosto la refurtiva, Francesco si era trasferito a Città della Pieve. Aveva corteggiato la Fulci per avere un buon alibi, ma contrariamente ai suoi piani si era innamorato di lei. Barbara, cui Francesco aveva somministrato del narcotico mentre cercava di convincere i coniugi Trotta a rivelargli dove fosse la refurtiva, non si sente più all'altezza del suo ruolo. Decide quindi di lasciare l'Arma: non avrebbe mai dovuto perdere la lucidità in quel modo. La sua è una decisione irrevocabile.
- Guest star: Enrico Mutti, Valentina Pace
- Altri interpreti: Isa Bellini, Miro Landoni, Michelangelo Lo Presti, Simonetta Losi, Chiara Meniconi, Gabriele Mezzetti, Federica Palmer

## Laura
- Diretto da:
- Scritto da:

### Trama
Ad eccezione di Sonia, che fa sfoggio con le amiche del magnifico anello di brillanti appena regalatole da Maurizio, nessun altro in caserma vive un buon momento in campo sentimentale: Marco comincia a uscire di notte e beve qualche bicchiere di troppo per dimenticare il suo passato con Caterina; Gioia incontra Giacomo in compagnia di Paola, la sua ex fidanzata tornata in auge, e fa provare al brigadiere un certo imbarazzo; Morri sembra molto rattristato per via della partenza della Fulci, che ha lasciato definitivamente l'Arma. Il più sofferente di tutti sembra Gabriele che, dopo aver a lungo cercato Mira, la incontra casualmente in ospedale. Tra di loro c'è talmente tanta tensione che non riescono nemmeno a dirsi una parola. Nel frattempo, in paese serpeggia un diffuso malcontento a causa di alcuni furti compiuti ai danni dei commercianti, i quali hanno deciso di fondare un comitato per difendersi da soli, essendo venuta a mancare la necessaria fiducia nell'azione dei Carabinieri. Preoccupato dalla situazione, Morri utilizza tutti i mezzi a sua disposizione per ridare all'Arma un'immagine di affidabilità, ma ben presto un malvivente entra in un negozio di fotografia e minaccia la proprietaria con la pistola. Per difendere la propria fuga, prende in ostaggio Gioia, che si trovava nel negozio per caso. Quando il malvivente esce dal locale, avviene uno scontro a fuoco con Laura e Antonio. Nella sparatoria, quest'ultimo si accascia a terra: è stato colpito ad una spalla. Il proiettile, una volta rimosso, si scopre essere partito da una pistola in dotazione ai Carabinieri, il che significa che Laura, nella concitazione, ha sparato contro il suo collega. Vista la gravità della situazione, la ragazza, molto preoccupata per le condizioni di Antonio che non si è ancora ripreso, viene momentaneamente sospesa dall'incarico: la sua carriera rischia di essere seriamente compromessa. Morri è costretto, suo malgrado, a fare rapporto sull'accaduto. Sarà infine la perizia balistica a chiarire che il proiettile incriminato proveniva dalla pistola del proprietario del negozio, che possedeva un'arma identica a quella in dotazione a Laura e, non visto dal malvivente, ha cercato di proteggere la moglie e Gioia. Nel volgere di pochi giorni, Giacomo e Gabriele vanno a far visita ad Antonio e qui il giovane carabiniere incontra alla macchinetta per il caffè la sua ex ragazza Mira ma la trova diversa, quasi impaurita. Poco dopo, raggiunto da Giacomo, i due carabinieri incrociano Laura e il vice-comandante le racconta i fatti, scagionandola da ogni accusa. Le indagini si concludono con l'arresto del malvivente, che viene bloccato da Laura mentre cerca la fuga, dopo essersi fatto medicare all'ospedale; Antonio si riprende e viene dimesso, mentre la giovane carabiniere può tornare in servizio. Nel frattempo Caterina, preoccupata dagli atteggiamenti di Marco, accompagna il ragazzo in ospedale per aver bevuto troppo e chiede a Gioia di non dire nulla a Giacomo di questa storia ma proprio in quel momento compare il vice-comandante.
- Curiosità: in questo episodio c'è un errore di sceneggiatura: Giacomo riferisce a Gabriele quando si trovano all'ingresso dell'ospedale di dire a Gioia sulla situazione di Antonio ma nella scena precedente Gioia viene convocata in caserma per testimoniare il fatto della rapina.

- Guest star: Valentina Pace
- Altri interpreti: Alessandro Cica, Elio Crifò, Francesco De Rienzo, Leonardo Gambardella, Miro Landoni, Federica Palmer

## Uno strano furto
- Diretto da:
- Scritto da:

### Trama
Per festeggiare nel migliore dei modi il ritorno di Antonio in caserma, Laura prepara una torta, ma purtroppo non considera bene i tempi di cottura e la brucia. Come sempre impulsivo, Antonio vorrebbe rientrare immediatamente in servizio, ma le sue condizioni fisiche ancora non lo permettono: per il momento Morri gli affida soltanto il lavoro d'ufficio. Nel frattempo, Gioia invita Giacomo fuori a cena, ma l'ex marito non accetta: forse non è una buona idea, visto che ha ripreso la sua relazione con Paola. Gioia incassa il colpo, ma non sembra affatto disposta a rinunciare al brigadiere. Frattanto i carabinieri sono alle prese con il furto avvenuto in una chiesa di Città della Pieve. Hanno rubato praticamente tutto, paramenti sacri, candelabri, ma soprattutto un quadro accanto all'altare, apparentemente di nessun valore. Nel risolvere il caso, Mura sembra essere particolarmente coinvolto, in virtù del suo rapporto speciale con don Alfonso, il parroco della chiesa, che gli ha dato un notevole sostegno dopo la separazione dalla moglie. Dopo approfondite indagini, Morri e compagni scoprono che in realtà il quadro rubato ha un valore inestimabile: sotto la crosta si nasconde un dipinto autentico del Perugino. I Carabinieri individuano la persona che ha commissionato il furto: si tratta della restauratrice del quadro, Valentina Rocco. La donna intendeva aprire uno studio di restauro tutto suo con i soldi che avrebbe ricavato dalla vendita del prezioso dipinto. Il quadro viene recuperato e Mura appare soddisfatto. Nella sua piccola chiesa Don Alfonso dovrà accontentarsi di una riproduzione del dipinto, mentre l'originale verrà esposto nel museo della città. Durante le indagini, Gabriele ha modo di incontrare nuovamente Mira, alla quale confessa che nonostante tutto quello che ha sofferto, è disposto a perdonarla. Ancora una volta la ragazza sembra non volerlo ascoltare.
- Guest star: Lia Tanzi
- Altri interpreti: Domenico Aria, Massimo Avella, Claudio Compagno, Lea Gramsdorff, Fausto Lombardi, Enzo Marcelli, David Olivetti, Armando Puccio, Fabrizio Sabatucci, Massimo Sarchielli, Roberto Tomassetti

## Affari di famiglia
- Diretto da:
- Scritto da:

### Trama
Mentre le lezioni di autodifesa impartite da Antonio a Laura cementano il rapporto tra i due giovani, l'atteggiamento di Romanò, silenzioso e chiuso in se stesso, comportamento insolito per un buontempone come lui, mette in allarme i suoi colleghi. Mura e Bordi parlano con Claudio Maraschi, un amico di Costante, trasferitosi a casa dei Romanò per via dei problemi con la moglie. Questi afferma che il carabiniere esce spesso la sera, da solo, e alle domande della moglie Carla, che vorrebbe sapere dove va, si rifiuta di rispondere. Resta altrettanto misterioso il motivo per cui il figlio di Romanò, Gaetano, abbia un occhio nero: il ragazzo sostiene di essere caduto, ma Contini non crede alla sua versione dei fatti. Gioia intanto cerca di riavvicinarsi a Giacomo, il quale tuttavia non vede affatto di buon occhio i tentativi della donna di diventare amica di Paola. Nel frattempo, i carabinieri pedinano Romanò, il quale teme che la moglie intrattenga una relazione con Claudio, ma in verità Carla sta solo cercando di riappacificare Maraschi con la moglie. Tuttavia il vero tormento del carabiniere è il video poker. Ci giocava Gaetano e Costante è riuscito a farlo smettere, salvo poi cascarci lui stesso e finire per indebitarsi con due loschi proprietari di una sala giochi. L'occhio nero di Gaetano è stato causato proprio dal padre, che per sbaglio gli ha dato una gomitata mentre il figlio cercava di convincerlo a desistere dal gioco.
- Guest star: Valentina Pace
- Altri interpreti: Valentino Campitelli, Gianluca Enria, Edoardo Fanone, Luca Lombardi, Eleonora Pariante, Mario Spallino, Maria Toesca

## Il viaggio di Ulisse
- Diretto da:
- Scritto da:

### Trama
Gabriele sembra essere tornato quello di una volta con Mira, ma solo in apparenza. Con lei infatti continua ad intrattenere una relazione clandestina. Prosegue anche l'assidua frequentazione tra Antonio e Laura: il carabiniere fa da maestro alla collega per le lezioni di autodifesa ed, a mo' di battuta, Giacomo insinua a Morri che tra i due potrebbe nascere qualcosa. Intanto a Città della Pieve esplode il problema dei baraccanti. Alcuni anziani sono stati sfrattati da case di proprietà degli enti, vendute all'asta. Al momento vivono in una dozzina di baracche, collocate di fronte ad alcune villette: tra loro e i proprietari delle case i rapporti sono molto tesi. Il sindaco promette che entro quarantotto ore saranno fatti gli allacci e messi i bagni chimici: di più non può fare. Ma, poco dopo, viene bruciata la baracca di uno degli anziani, Ulisse; Giacomo accorre in suo aiuto e gli salva la vita. Entrambi vengono portati all'ospedale: Ulisse è in coma, a causa del fumo respirato, mentre Giacomo si riprende abbastanza velocemente. Morri intanto fa sistemare i baraccati nel Bed and Breakfast di Gemma. Mentre Gabriele spiega a Mira che avrebbe voluto decidere anche lui della sorte del loro bambino, Marco si imbatte in Caterina, cui fa una struggente dichiarazione d'amore. La ragazza finalmente cede e tra i due torna la passione che peraltro non si era mai sopita. Nel frattempo Ulisse riprende conoscenza. I carabinieri vengono a sapere che in realtà l'uomo è il proprietario del terreno dei baraccati, oltre ad essere un miliardario scomparso anni prima in circostanze misteriose. Fortunatamente Ulisse recupera la memoria quando rivede sua figlia Grazia, il cui marito, Carlo, si scopre essere un delinquente: dopo aver saputo dove si trovava Ulisse, l'uomo ha attentato alla sua vita per sbarazzarsi per sempre di lui e impossessarsi di tutte le proprietà. Infine, Caterina esce dal bar di Pippo al termine del suo turno, ma viene misteriosamente messa su un camioncino che si dilegua nella notte.
- Altri interpreti: Giulia Beni, Nino Bernardini, Pier Giulio Cantarano, Francesca D'Auria, Filippo Fattorini, Cristina Gasperi, Romuald Andrzej Klos, Robert Madison, Lorena Miller, Ilaria Montesi, Roberto Negri, Vincenzo Preziosa, Giannella Rolando, Barbara Salvucci, Chiara Sani, Massimo Sarchielli, Giosué Zurzolo

## Pericolo di vita
- Diretto da:
- Scritto da:

### Trama
In caserma sono tutti in ansia per la scomparsa di Caterina: sono ore che non si hanno più sue notizie. Quando Marco trova nella stanza della ragazza una lettera indirizzata a Bruno Morri, non vi è più alcun dubbio: Caterina è stata rapita. Chi scrive intima al maresciallo di non coinvolgere nessuno, altrimenti non rivedrà più sua figlia. Partono immediatamente le indagini, che per forza di cose coinvolgono più di tutti Marco, il quale non si dà pace per la scomparsa della sua amata. Il giovane carabiniere rinuncia alla richiesta di trasferimento che aveva intenzione di inoltrare e compie delle ricerche con Giuseppe Morri, giunto a Città della Pieve per festeggiare il proprio compleanno. Dai primi controlli effettuati, i sospetti convergono sul figlio di Dante Giolitti, un malvivente che, in combutta con i suoi famigliari, aveva messo in piedi un'attività di strozzinaggio. Si tratta però di una falsa pista. In realtà la mente del sequestro è Gina Riccardi, moglie di un truffatore che collaborava con la camorra, arrestato dieci anni prima da Morri e morto di recente. Marco e Giuseppe arrivano al cascinale dove Caterina è tenuta prigioniera. Incerto sul da farsi, il carabiniere decide di liberare da solo la ragazza, ma viene ferito alla spalla da uno dei malviventi. I carabinieri giungono sul posto pochi minuti dopo e, grazie ad un'azione impavida di Morri, che convince Gina Riccardi ad arrendersi, Caterina e Marco vengono liberati. Fortunatamente le condizioni di Marco sono più che buone, dato che il proiettile non ha colpito organi vitali. Bruno Morri è furioso con il carabiniere: la sua iniziativa personale ha rischiato di mettere in pericolo la vita della figlia. Un carabiniere dovrebbe mantenere i nervi saldi, soprattutto in queste situazioni. Marco è desolato per quello che ha fatto, ma non avrebbe potuto agire altrimenti.
- Special guest star: Antonio Casagrande
- Altri interpreti: Franco Cricchi, Crescenza Guarnieri, Paola Lavini, Cristiano Militello, Silvia Ortolani, Laura Pestellini, Roberto Salvi, Alessandro Spinelli, Giovanni Visentin

## Una morte sospetta
- Diretto da:
- Scritto da:

### Trama
Mentre continuano gli incontri clandestini tra Gabriele e Mira, in caserma Morri e compagni indagano sulla morte dell'architetto Luigi Giovannetti, causata da uno shock anafilattico dovuto all'assunzione di un antibiotico sciolto nel latte che l'uomo ha bevuto. Giovanetti sapeva benissimo di essere allergico a quell'antibiotico, ragion per cui i carabinieri sospettano che la giovane moglie dell'architetto, che intrattiene una relazione extraconiugale, abbia ordito un piano per liberarsi del marito. Le indagini mettono a dura prova la pazienza di Marco, visto che Morri lo vessa in continuazione: il maresciallo non gli perdona il fatto di aver messo in pericolo la vita di sua figlia con un'iniziativa davvero sconsiderata. Nel frattempo si verifica un altro caso di shock anafilattico che colpisce una ragazza. I Carabinieri scoprono che hanno bevuto la stessa marca di latte, Latte Buono. I carabinieri vengono a sapere che uno dei rifornitori della centrale di questo latte, Linda Carelli, ha avuto dei problemi con le sue mucche e si è rivolta a un sedicente veterinario che, in combutta con un truffatore, aveva dato agli animali un integratore a base di cortisonici e di anabolizzanti. Il caso viene risolto grazie a una spassosa operazione sotto copertura di Bruno e Marco, che fingono di essere padre e figlio. Siccome è stata raggirata dal veterinario, che esercita la professione senza averne il titolo, Linda Carelli viene rilasciata e invita a cena Giacomo, il quale declina gentilmente l'invito. È un periodo che le donne vanno pazze per lui: c'è Gioia, che lo provoca in continuazione con battute e frecciatine, mentre Paola gli chiede di sposarla. È una dichiarazione d'amore struggente, ma il carabiniere non sembra subire il trasporto: non è abbastanza innamorato di lei per compiere il grande passo. Infine Mira incontra Gabriele nel ristorante di Gemma e gli mostra l'ecografia del loro bambino. Non gliel'aveva ancora detto la verità che non ha mai abortito! Gabriele la bacia con passione, ancora incredulo per la bellissima notizia che ha appena ricevuto.
- Guest star: Valentina Pace
- Altri interpreti: Anna Alegiani, Karin Ute Bartz, Stefania Bogo, Leonardo Castellani, Barbara Chiappini, Ileana Fraja, Walter Lippa, Giovanni Micoli

## La ragazza con il cagnolino
- Diretto da:
- Scritto da:

### Trama
Giacomo sta passando ore angoscianti: la sera prima sua madre è stata investita sul piazzale davanti alla stazione di Città della Pieve, mentre lo aspettava per andare a cena fuori.
Gioia cerca di rassicurarlo: l'emorragia cerebrale è stata fermata e la crisi è superata, ma occorre aspettare ventiquattro ore per sciogliere la prognosi. In questa straziante attesa, Giacomo non si dà pace: se fosse arrivato puntuale all'appuntamento sua madre ora non sarebbe in pericolo di vita. Morri e i suoi uomini cominciano a fare indagini a tappeto, ma ben presto si presenta un uomo, Buongiorni, che sostiene di aver investito la donna a causa di una distrazione e di essere scappato per paura di venire arrestato. Secondo un testimone nella macchina c'erano due persone: Morri vuole vederci chiaro. Nel frattempo, Giacomo si confida al capezzale della madre, raccontandole del suo matrimonio con Gioia e di quanto abbia sofferto quando si lasciarono. L'infermiera, che ha ascoltato per caso il dialogo, si commuove. Poco dopo si confronta con Giacomo, cui dice di essere stata lei la responsabile della fine del loro matrimonio, visto che lo ha lasciato per andare a studiare in Inghilterra subito dopo la morte di sua madre. Margherita si risveglia dal coma proprio durante questo dialogo e lo stronca con la sua consueta verve, proprio sul più bello. Durante le indagini, si scopre che Buongiorni non era la persona che stava guidando la macchina e che ha investito Margherita. In realtà è stata la sua amante, Angela Solvetti: Buongiorni non voleva far sapere alla moglie e alla famiglia della sua relazione extraconiugale. In caserma i carabinieri tirano un sospiro di sollievo per la risoluzione del caso. Obbligato dall'insistenza di Giacomo, Morri mette da parte per un attimo il suo rancore e si congratula con Marco per il prezioso contributo che ha dato all'indagine. Infine Mira organizza un pranzo tra Gabriele e la sua comunità per chiarire una volta per tutte la loro situazione.
- Guest star: Valentina Pace, Francesco Siciliano, Lia Tanzi
- Altri interpreti: Giulia Carla De Carlo, Giuseppe Li Vecchi, Giulio Mariani, Goffredo Matassi, Barbara Petrillo, Laura Troschel

## Una bella sorpresa
- Diretto da:
- Scritto da:

### Trama
Nel ristorante di Gemma un cliente vede un topo, di conseguenza il locale viene chiuso. Gemma sospetta che ci sia lo zampino del ristorante concorrente, ma anche Gioia trova un topo nel suo appartamento. Spaventata, la giovane donna non vuole stare da sola e chiede a Giacomo di trasferirsi da lei. Il brigadiere accetta e tra i due si avverte una certa tensione: si capisce che potrebbe rinascere l'amore ma il carabiniere è ancora molto confuso e non sa bene come comportarsi, nonostante la sua storia con Paola sia finita. Nel frattempo, Gabriele si sta preparando per il pranzo con Mira e la sua famiglia, occasione in cui verrà ufficializzato il loro fidanzamento. Il ragazzo vuole fare bella figura: prima cerca di imparare qualche parola in albanese, poi compra nella bancarella del cugino di Mira un carillon, che più tardi scopre contenere due bustine di eroina. Le indagini in cui sono coinvolti i Carabinieri richiedono un dispiegamento di forze notevole, visto che Morri deve venire a capo di due casi piuttosto complessi. In pochi giorni, il maresciallo riesce a smascherare l'animalista Mario Tordi, che ha compiuto un furto in un laboratorio di Bologna. Ha rubato una ventina di cavie salvandole dalla vivisezione, che però sono scappate per Città della Pieve e Gemma e Gioia si sono imbattute proprio in queste cavie. La notizia fa la felicità di Gemma che può riaprire il locale. Per quanto riguarda invece le bustine di droga, si scopre che il cugino di Mira non è coinvolto nello spaccio dell'eroina: i responsabili sono due pregiudicati. Il pranzo di Gabriele va a gonfie vele. Le tradizioni albanesi richiedono la presenza dei genitori dello sposo che devono chiedere la mano della ragazza ai genitori della sposa. Gabriele chiede a Mura di fingere di essere suo padre e il pranzo suggella l'unione tra i due ragazzi. Frattanto, la situazione tra Marco e Caterina sembra essere arrivata ad un punto morto. Secondo la ragazza non ci sono tra loro le condizioni per dar vita a un rapporto più maturo. Marco presenta a Morri la richiesta di trasferimento.
- Altri interpreti: Anna Alegiani, Sara Altieri, Mirko Batoni, Alessio Brioschi, Pietro Franzetti, Novello Novelli, Guglielmo Pandolfi, Paolo Ricca, Fabrizio Sabatucci, Antonio Gavino Sanna, Simone Steca

## Un affare di cuore
- Diretto da: Sergio Martino
- Scritto da: Francesco Magali, Marco Mattolini

### Trama
Mentre Marco ha fatto la richiesta di trasferimento per vivere la sua storia con Caterina alla luce del sole, nel bar Pippo si festeggia l'addio al celibato di Sandrone Benci, ma durante i festeggiamenti questi viene colpito da un attacco di cuore. In ospedale gli viene somministrato un farmaco sbagliato e l'uomo muore. Gioia sostiene di avergli dato dopamina, ma il nuovo primario, Pelliccia, afferma di averle detto di dare al paziente un altro farmaco, che gli avrebbe salvato la vita. Una versione che viene purtroppo confermata anche dal giovane medico Silvio Sereni e da un'infermiera, Miriam. In attesa dell'autopsia, Giacomo vuole vederci chiaro dietro a questa storia che potrebbe seriamente compromettere la carriera della sua ex moglie. Laura grazie ad una accurata ricerca scopre che il giovane Sereni non si è mai laureato all'università. Dopo accurate indagini viene ritrovata la vera cartella clinica di Benci che dà ragione a Gioia, vittima di un piano ordito da Silvio. Il giovane medico è responsabile di aver somministrato a Sandrone il farmaco sbagliato e ha ottenuto il silenzio del primario minacciandolo di rivelare la sua dipendenza dalla morfina. Grazie a questa debolezza del primario, Miriam, fidanzata di Silvio, sarebbe stata assunta in ospedale e il padre del Sereni, a sua volta affermato medico, avrebbe occupato il posto di primario. Gioia tira un sospiro di sollievo: l'indagine l'ha sottoposta a una durissima prova ma gli ha anche fatto riscoprire gli affetti veri, visto che tra lei e Giacomo sembra essere tornata la passione di una volta, gli ex coniugi infatti si baciano con trasporto nello spogliatoio dell'ospedale. Nel frattempo, Gabriele informa i colleghi della data delle nozze con Mira, mentre Marco ottiene il trasferimento a Perugia: il lungimirante Morri ha fatto in modo che la figlia non si allontani troppo da Città della Pieve.
- Guest star: Lia Tanzi
- Altri interpreti: Andrea Bosca, Pier Giulio Cantarano, Vincenzo Casaburo, Massimo Corvo, Valentina Curzi, Federico Ferri, Tania Innamorati, Simonetta Losi, Guglielmo Pandolfi

## Pericolo in caserma
- Diretto da:
- Scritto da:

### Trama
In caserma tutti sono in fermento per le nozze di Gabriele e Mira: come regalo, Caterina ha comprato a nome di tutti un'enorme scultura che però non piace a nessuno. Proprio in questo clima di contagiosa allegria, Laura apre una busta appena arrivata che le scoppia tra le mani. La ragazza viene portata d'urgenza in ospedale dove le viene riscontrato un ematoma alla mano e una preoccupante commozione cerebrale. Chi può aver attentato alla vita di Laura? Morri pensa che in realtà si tratti di un gesto dimostrativo contro la caserma. La sua ipotesi si dimostra valida quando Giacomo scopre un ragazzo che su internet ha una pagina protetta tutta dedicata a bombe e slogan contro le forze dell'ordine, ha rubato la divisa di pony express per compiere l'attentato. Questi viene arrestato poco dopo che Laura si è risvegliata. Per tutto il tempo del coma le è stato accanto Antonio, per cui la ragazza è diventata molto importante. Risolto il caso e dimessa Laura, Gabriele e Mira vedono la famosa scultura che, per fortuna, piace molto alla ragazza albanese! Nel frattempo, Caterina e Marco hanno trovato un loro equilibrio e appaiono emozionati all'idea di andare a vivere insieme a Perugia. Mentre Pippo sta cercando una degna sostituta di Caterina, Giacomo e Gioia sembrano tornati quelli di tanti anni prima. Benché non se lo dicano apertamente si ha la sensazione che vivranno una seconda storia d'amore e che questa volta andrà a gonfie vele. Davanti all'ospedale incontrano casualmente Paola, che annuncia alla coppia di essere incinta. Giacomo non si aspettava una notizia del genere e sembra molto, molto preoccupato.
- Guest star: Valentina Pace
- Altri interpreti: Manuela Abrugia, Anna Alegiani, Renato Celli, Gianni Federico, Barbara Fraschi, Antonio Grosso, Roberta Paris, Endri Roshi, Bianca Toso, Salvo Traina